# George Colin Ratsey
George Colin Ratsey   (Cowes, 30 de juliol de 1906 - Wellesley, 12 de març de 1984) va ser un regatista anglès que va competir a partir de la dècada de 1930. Era fill de George Ratsey, medallista als Jocs Olímpics de 1908 i estudià al Brighton College.
El 1932 va prendre part en els Jocs Olímpics de Los Angeles, on va guanyar la medalla de plata en la categoria de Classe Star del programa de vela. Ratsey navegà a bord del Joy junt a Peter Jaffe. En aquests mateixos Jocs fou sisè en la prova de monotip.